# 磯野寛晃
磯野 寛晃（いその ひろあき、1998年3月11日 - ）は、日本の男子バスケットボール選手である。 福岡県北九州市出身。ポジションはシューティングガード/スモールフォワード。熊本ヴォルターズ所属。

## 来歴
2016年4月、直方高等学校から日本体育大学へ進む。
2018年の大学3年次、当時のインカレにおいて鮮烈的なダンクにて逆転を決めた。
日体大バスケ部4年在学中の2020年1月23日、特別指定選手として越谷アルファーズに入団。レギュラーシーズン10試合出場・MIN71.14(MINPG7.07)分、1.2PPG。
2020年7月、熊本ヴォルターズに練習生として加入。
2021年2月、熊本と2020‐21シーズンにおける新規選手契約。レギュラーシーズン16回出場・MIN100.14(MINPG6.15)分、1.5PPG。
2021年5月、熊本との選手契約を継続。レギュラーシーズン54回出場（うちスターティング38回）・MIN1253.32(MINPG23.12)分、5.8PPG。キャリア初となるプレーオフ出場を果たした。
2022年6月、熊本との選手契約を継続。レギュラーシーズン58回出場（うちスターティング47回）・MIN1279.26(MINPG22.03)分、6.0PPG。二度目のプレーオフ出場経験を得た。
2023年6月、熊本との選手契約を継続。前シーズンを「個人的に不完全燃焼感が多く残るシーズン」だったと振りかえり、さらなる成長を誓った。9月5日には副キャプテンに任命されるが9日、鹿児島レブナイズとのプレシーズンマッチ中に受傷してしまい、12日には自身初のインジュアリーリスト登録となって、レギュラーシーズン・プレーオフともに参加することなくシーズンを終えた。
2024年6月、熊本との選手契約を継続。昨シーズンを「コートの外から見ていて感じた事を、自らが先頭に立ち体現していかなければならない」と振り返りつつ、「VoltersRedの皆様の為に、そして今までヴォルターズのユニフォームに袖を通して戦ってきた方々の思いも背負って戦います」と決意を表明した。9月18日、インジュアリーリストから離脱。レギュラーシーズン・プレーオフ共に全試合出場（うちスターターRS46回・PO2回）・MIN1104.38(MINPG18.24)分、3.8PPG。
2025年6月、熊本と選手契約を継続。「昇格を果たせなかったことに対しての責任感」「熊本がB1で戦う姿を実現できなかったことへの喪失感に駆られ」「そのために（継続という決断に）時間がかか」ったとしつつ、「まだまだ選手として成長するために、そしてチームに貢献できるよう頑張ります」と決意を述べた。

## 経歴
- 北九州市立木屋瀬中学校
- 直方高等学校
- 日本体育大学
- 越谷アルファーズ(特別指定選手、2020年)
- 熊本ヴォルターズ(2021年 - )

## 個人成績
| シーズン     | チーム     | GP | GS | MPG  | FG%  | 3P%  | FT%  | RPG | APG | SPG | BPG | TO  | PPG |
| ------------ | ---------- | -- | -- | ---- | ---- | ---- | ---- | --- | --- | --- | --- | --- | --- |
| B2 2019-20   | 越谷(特指) | 10 | 0  | 7.1  | .308 |      | .571 | 1.5 | 0.1 | 0.4 | 0.3 | 0.8 | 1.2 |
| B2 2020-21   | 熊本       | 16 | 0  | 6.2  | .308 | .500 | .800 | 1.4 | 0.3 | 0.3 | 0.1 | 0.1 | 1.5 |
| B2 2021-22   | 熊本       | 54 | 38 | 23.1 | .488 | .311 | .619 | 3.7 | 2.0 | 1.5 | 0.4 | 0.7 | 5.8 |
| B2 2022-23   | 熊本       | 58 | 47 | 22.0 | .491 | .349 | .711 | 3.3 | 2.5 | 1.3 | 0.2 | 1.2 | 6.0 |
| B2 2022-23PO | 熊本       | 2  | 2  | 22.0 | .429 | .000 | .000 | 0.5 | 1.5 | 2.0 | 1.0 | 2.0 | 3.0 |
| B2 2023-24   | 熊本       | -  | -  | -    | -    | -    | -    | -   | -   | -   | -   | -   | -   |
| B2 2023-24PO | 熊本       | -  | -  | -    | -    | -    | -    | -   | -   | -   | -   | -   | -   |
| B2 2024-25   | 熊本       | 60 | 46 | 18.2 | .413 | .279 | .692 | 2.1 | 1.4 | 0.8 | 0.2 | 0.9 | 3.8 |
| B2 2024-25PO | 熊本       | 2  | 2  | 16.5 | .333 | .500 | .000 | 4.5 | 1.5 | 0.5 | 0.0 | 1.0 | 2.5 |

## 特徴
- 2019年のスプリングトーナメント前後から、磯野の放つダンクシュートは某国民的アニメの登場人物になぞらえて”カツオダンク”と称されている。
- 2021-22シーズン途中から打首獄門同好会の楽曲「島国DNA」が試合前に流されるようになり、同曲中の印象的なフレーズから、磯野が試合中に見せるシュートブロックを”カツオのタタキ”と称するようになった。

## 補足
- バスケットLiveが主催するOnFire賞について、B2選手部門で2021-22シーズン・2022-23シーズン・2024-25シーズンと3度にわたり1位を受賞している。